# William Phipps
Pour les articles homonymes, voir Phipps.
William Edward Phipps est un acteur américain né le 4 février 1922 à Vincennes (Indiana) et mort le 1er juin 2018 à Santa Monica (Californie).
Il a aussi comme alias : William Ed Phipps, William E. Phipps, Bill Edward Phipps, Bill Phipps, Bill Ed Phipps et Bill E. Phipps.

## Filmographie
- 1947 : Feux croisés d'Edward Dmytryk
- 1949 : Les Amants de la nuit de Nicholas Ray
- 1950 : Cendrillon de Clyde Geronimi, Wilfred Jackson et Hamilton Luske
- 1951 : Discrétion assurée (No Questions Asked) d'Harold F. Kress
- 1952 : L'Escadrille de l'enfer
- 1953 : Les Envahisseurs de la planète rouge
- 1953 : Fort Alger
- 1953 : La Guerre des mondes
- 1955 : La Rivière de nos amours
- 1959 : Au nom de la loi (TV) : saison 2 épisode 4 (Le Tunnel/Breakout) : Mr. Jennings
- 1960 : Au nom de la loi (TV) : saison 2 épisode 25 (Le Joueur/Triple vice) : Tomas
- 1962 : Black Gold de Leslie H. Martinson
- 1967 : Les Mystères de l'Ouest (The Wild Wild West), (série TV) - Saison 3 épisode 10, La Nuit du Faucon (The Night of the Falcon), de Marvin Chomsky : le Marshall$
- 1969 : Le Virginien (TV) saison 7 épisode 19 (The ordeal) : propriétaire de l'écurie
- 1982 : La Petite Maison dans la prairie (saison 8 épisode 16 Une seconde chance) : Myron Hicks
- 1983 : Shérif, fais-moi peur (The Dukes of Hazzard) (série TV) (saison 5, épisode 20, Les Dukes donnent l'exemple) : Barney
- 1993 : L'Incroyable Voyage